# New England Patriots 2016
La stagione 2016 dei New England Patriots è stata la 47ª della franchigia nella National Football League, la 57ª complessiva e la 17ª con Bill Belichick come capo-allenatore. Con la vittoria per 16–3 sui Denver Broncos nella settimana 15 i Patriots hanno conquistato per l'ottavo anno consecutivo il titolo della AFC East division, superando così il record NFL stabilito dai Los Angeles Rams, che avevano vinto la NFC West division per sette stagioni di seguito dal 1973 al 1979. Grazie alla vittoria per 35-14 nell'ultima gara della stagione regolare in casa dei Miami Dolphins, New England ha concluso per la seconda volta nella propria storia la stagione con un record di 8-0 nelle partite in trasferta, qualificandosi inoltre ai playoff con il seed numero 1 della AFC per la sesta volta dalla fondazione della squadra.
Nei playoff i Patriots eliminarono i Texans nel divisional round e gli Steelers nella finale della AFC. Il 5 febbraio 2017 sconfissero per 34-28 gli Atlanta Falcons nel Super Bowl LI vincendo il loro quinto titolo. Fu il primo Super Bowl della storia terminato ai tempi supplementari, dove la squadra rimontò uno svantaggio di 28-3 a tre minuti dal termine del terzo periodo. Per la quarta volta Tom Brady fu nominato MVP dell'evento, un nuovo record.

## Scelte nel Draft 2016
| Scelte dei Patriots nel Draft 2016 |        |                   |        |                  |
| Giro                               | Scelta | Giocatore         | Ruolo  | College          |
| 2                                  | 60     | Cyrus Jones       | CB     | Alabama          |
| 3                                  | 78     | Joe Thuney        | G      | N.C. State       |
| 3                                  | 91     | Jacoby Brissett   | QB     | N.C. State       |
| 3                                  | 96     | Vincent Valentine | DT     | Nebraska         |
| 4                                  | 112    | Malcolm Mitchell  | WR     | Georgia          |
| 6                                  | 208    | Kamu Grugier-Hill | SS/OLB | Eastern Illinois |
| 6                                  | 214    | Elandon Roberts   | MLB    | Houston          |
| 6                                  | 221    | Ted Karras        | G      | Illinois         |
| 7                                  | 225    | Devin Lucien      | WR     | Arizona State    |

|  | Scelta compensatoria |

Note

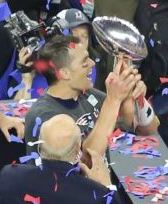
Tom Brady col trofeo del Super Bowl LI

- Ai Patriots è stata revocata la scelta del primo giro del Draft 2016 come sanzione in seguito allo scandalo noto come Deflategate[6]

## Staff
| Staff dei New England Patriots nel 2016 |
| --- |
| Organi dirigenziali - Proprietario/CEO – Robert Kraft - Presidente – Jonathan Kraft - Direttore del personale dei giocatori – Nick Caserio - Direttore degli osservatori del college – Monti Ossenfort - Direttore dell'amministrazione degli osservatori – Nancy Meier - Direttore degli osservatori dei professionisti – Bob Quinn - Assistente dir. osservatori professionisti – Dave Ziegler - Football Research Director – Ernie Adams - Direttore delle attività sportive – Berj Najarian Capo allenatore - Bill Belichick Altri allenatori - Preparatore atletico – Moses Cabrera - Assistente p.a. – James Hardy Allenatori dell'attacco - Coordinatore dell'attacco/Quarterback - Josh McDaniels - Assistente QB - Jerry Schuplinski - Running Back – Ivan Fears - Wide Receiver – Chad O'Shea - Tight End – Brian Daboll - Offensive Line – Dante Scarnecchia Allenatori della difesa - Coordinatore della difesa - Matt Patricia - Defensive Line/Assistente – Brendan Daly - Linebacker – Brian Flores - Cornerback – Josh Boyer - Safety – Steve Belichick Allenatori dello special team - Special Team – Joe Judge - Assistente Special Team - Raymond Ventrone |

## Roster
| Roster dei New England Patriots nel 2016 |
| --- |
| Quarterback - 12 Tom Brady - 7 Jacoby Brissett - 10 Jimmy Garoppolo Running Back - 29 LeGarrette Blount - 38 Brandon Bolden - 46 James Develin FB - 27 D.J. Foster - 33 Dion Lewis - 28 James White Wide Receiver - 80 Danny Amendola PR - 11 Julian Edelman - 14 Michael Floyd - 15 Chris Hogan - 19 Malcolm Mitchell - 18 Matthew Slater Tight End - 88 Martellus Bennett - 82 Matt Lengel Offensive Linemen - 60 David Andrews C - 61 Marcus Cannon T - 71 Cameron Fleming T - 75 Ted Karras G - 69 Shaq Mason G - 77 Nate Solder T - 62 Joe Thuney G - 68 LaAdrian Waddle T Defensive Linemen - 97 Alan Branch DT - 90 Malcom Brown DT - 98 Trey Flowers DE - 92 Geneo Grissom DE - 95 Chris Long DE - 93 Jabaal Sheard DE - 99 Vincent Valentine DT Linebacker - 54 Dont'a Hightower MLB - 58 Shea McClellin OLB - 51 Barkevious Mingo OLB - 50 Rob Ninkovich OLB - 52 Elandon Roberts MLB - 53 Kyle Van Noy OLB Defensive Back - 21 Malcolm Butler CB - 23 Patrick Chung SS - 22 Justin Coleman CB - 43 Nate Ebner SS - 30 Duron Harmon FS - 24 Cyrus Jones CB/KR - 31 Jonathan Jones CB - 36 Brandon King SS - 32 Devin McCourty FS - 37 Jordan Richards SS - 25 Eric Rowe CB - 26 Logan Ryan CB Special Team - 6 Ryan Allen P - 49 Joe Cardona LS - 3 Stephen Gostkowski K Lista delle riserve - 87 Rob Gronkowski TE (IR) - -- Rob Housler DE - 63 Tre' Jackson G (PUP) - 83 Greg Scruggs TE (IR) - 76 Sebastian Vollmer T (PUP) Squadra di allenamento - 64 Chris Barker G - 44 Trevor Bates OLB - 65 Jamil Douglas G - 66 Chase Farris G - 35 Tyler Gaffney RB - 47 Glenn Gronkowski FB - 74 Woodrow Hamilton DT - 96 Darius Kilgo DT - 16 Devin Lucien WR - 17 DeAndrew White WR 53 attivi, 6 inattivi, 10 nella squadra di allenamento |
| Legenda - I rookie sono in corsivo. - Il primo ruolo è il principale mentre gli eventuali successivi indicano i ruoli secondari. - (IR) sta per Injured Reserve ed indica la lista ristretta per un solo giocatore infortunato che può tornare ad allenarsi dopo la settimana 6 e a rientrare in prima squadra dopo che questa ha giocato 8 partite. - (NF-Inj.) / (NF-Ill.) stanno rispettivamente per Non-Football Injured e Non-Football Illness ed indicano le liste dove viene inserito un giocatore che ha un infortunio o una malattia non dipendente dal football americano. - (PUP) sta per Physically Unable to Perform ed indica la lista dove viene inserito un giocatore mentre è in attesa di recuperare la condizione fisica. Nella stagione regolare dopo la sesta partita giocata dalla propria squadra, il giocatore ha tempo tre settimane per riprendere ad allenarsi, più tre settimane aggiuntive dal suo rientro agli allenamenti per rientrare in prima squadra. |

## Calendario

### Stagione regolare
Il calendario della stagione è stato annunciato ad aprile 2016.
| Turno | Data               | Ora                | Avversario             | Risultato          | Record             | Stadio                              | TV                 | NFL.com recap      |
| ----- | ------------------ | ------------------ | ---------------------- | ------------------ | ------------------ | ----------------------------------- | ------------------ | ------------------ |
| 1     | 11/9               | 8:30 p.m. EDT      | at Arizona Cardinals   | V 23-21            | 1-0                | University of Phoenix Stadium       | NBC                | Recap              |
| 2     | 18/9               | 1:00 p.m. EDT      | Miami Dolphins         | V 31-24            | 2-0                | Gillette Stadium                    | CBS                | Recap              |
| 3     | 22/9               | 8:25 p.m. EDT      | Houston Texans         | V 27-0             | 3-0                | Gillette Stadium                    | NFL Network        | Recap              |
| 4     | 2/10               | 1:00 p.m. EDT      | Buffalo Bills          | S 0-16             | 3-1                | Gillette Stadium                    | CBS                | Recap              |
| 5     | 9/10               | 1:00 p.m. EDT      | at Cleveland Browns    | V 33-13            | 4-1                | FirstEnergy Stadium                 | CBS                | Recap              |
| 6     | 16/10              | 1:00 p.m. EDT      | Cincinnati Bengals     | V 35-17            | 5-1                | Gillette Stadium                    | CBS                | Recap              |
| 7     | 23/10              | 4:25 p.m. EDT      | at Pittsburgh Steelers | V 27-16            | 6-1                | Heinz Field                         | CBS                | Recap              |
| 8     | 30/10              | 1:00 p.m. EST      | at Buffalo Bills       | V 41-25            | 7-1                | Ralph Wilson Stadium                | CBS                | Recap              |
| 9     | Settimana di pausa | Settimana di pausa | Settimana di pausa     | Settimana di pausa | Settimana di pausa | Settimana di pausa                  | Settimana di pausa | Settimana di pausa |
| 10    | 13/11              | 8:30 p.m. EST      | Seattle Seahawks       | S 24-31            | 7-2                | Gillette Stadium                    | NBC                | Recap              |
| 11    | 20/11              | 4:25 p.m. EST      | at San Francisco 49ers | V 30-17            | 8-2                | Levi's Stadium                      | CBS                | Recap              |
| 12    | 27/11              | 4:25 p.m. EST      | at New York Jets       | V 22-17            | 9-2                | MetLife Stadium                     | CBS                | Recap              |
| 13    | 4/12               | 1:00 p.m. EST      | Los Angeles Rams       | V 26-10            | 10-2               | Gillette Stadium                    | Fox                | Recap              |
| 14    | 12/12              | 8:30 p.m. EST      | Baltimore Ravens       | V 30-23            | 11-2               | Gillette Stadium                    | ESPN               | Recap              |
| 15    | 18/12              | 4:25 p.m. EST      | at Denver Broncos      | V 16-3             | 12-2               | Sports Authority Field at Mile High | CBS                | Recap              |
| 16    | 24/12              | 1:00 p.m. EST      | New York Jets          | V 41-3             | 13-2               | Gillette Stadium                    | CBS                | Recap              |
| 17    | 1/1                | 1:00 p.m. EST      | at Miami Dolphins      | V 35-14            | 14-2               | Hard Rock Stadium                   | CBS                | Recap              |

Note
- Gli avversari della propria division sono in grassetto.

### Playoff

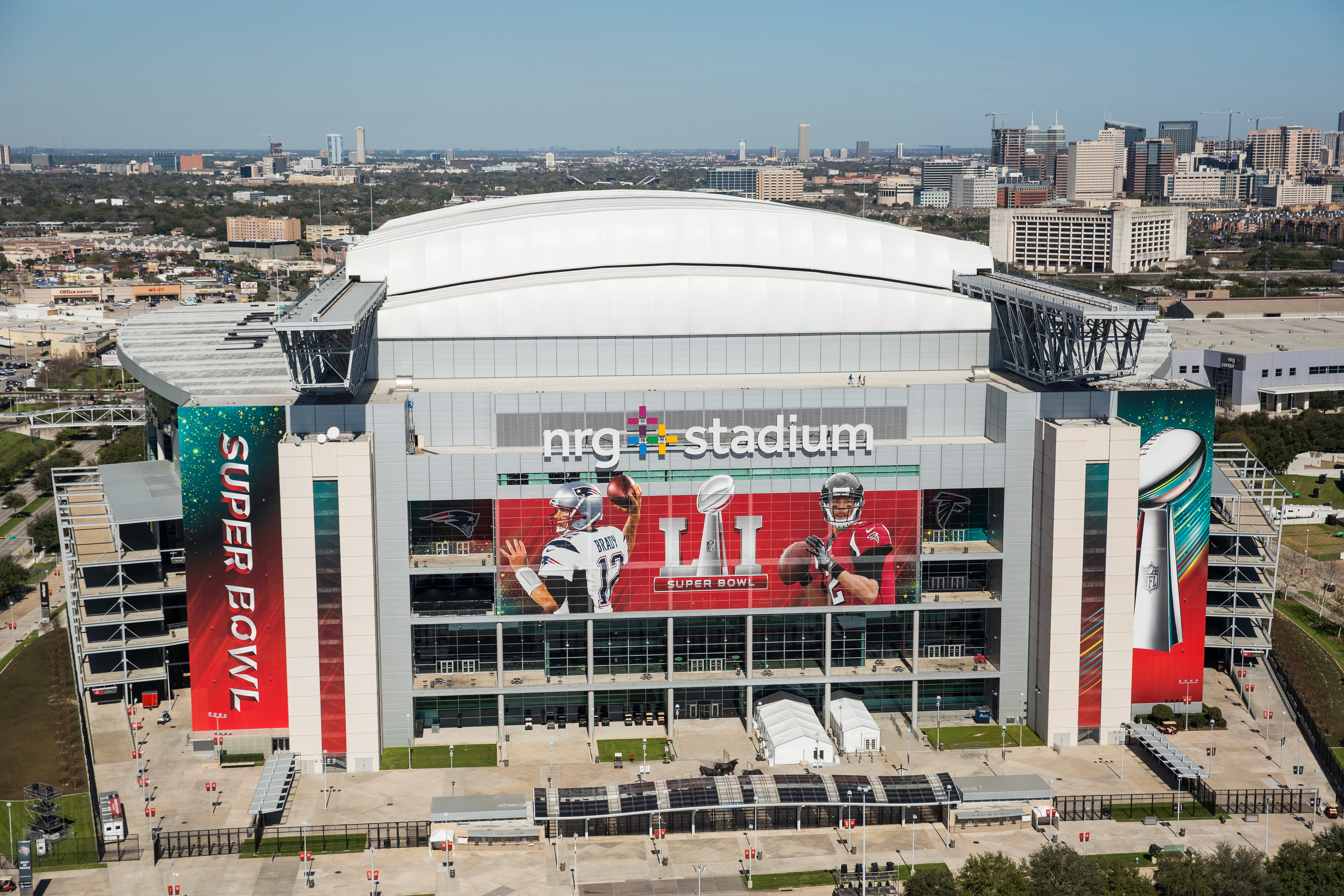
L'NRG Stadium decorato per il Super Bowl LI

| Turno            | Data                                      | Ora                                       | Avversario (seed)                         | Risultato                                 | Risultato                                 | Stadio                                    | TV                                        | NFL.com recap                             |
| Turno            | Data                                      | Ora                                       | Avversario (seed)                         | Punteggio                                 | Record                                    | Stadio                                    | TV                                        | NFL.com recap                             |
| ---------------- | ----------------------------------------- | ----------------------------------------- | ----------------------------------------- | ----------------------------------------- | ----------------------------------------- | ----------------------------------------- | ----------------------------------------- | ----------------------------------------- |
| Wild Card        | Qualificati direttamente al secondo turno | Qualificati direttamente al secondo turno | Qualificati direttamente al secondo turno | Qualificati direttamente al secondo turno | Qualificati direttamente al secondo turno | Qualificati direttamente al secondo turno | Qualificati direttamente al secondo turno | Qualificati direttamente al secondo turno |
| Divisional       | 14/1                                      | 8:15 p.m. EST                             | Houston Texans (4)                        | V 34-16                                   | 15-2                                      | Gillette Stadium                          | CBS                                       | Recap                                     |
| AFC Championship | 22/1                                      | 6:40 p.m. EST                             | Pittsburgh Steelers (3)                   | V 36-17                                   | 16-2                                      | Gillette Stadium                          | CBS                                       | Recap                                     |
| Super Bowl LI    | 5/2                                       | 6:30 p.m. EST                             | vs. Atlanta Falcons (N2)                  | V 34-28 (DTS)                             | 17-2                                      | NRG Stadium                               | Fox                                       | Recap                                     |

## Classifiche

### Division
| AFC East                 | AFC East | AFC East | AFC East | AFC East | AFC East | AFC East | AFC East | AFC East | AFC East |
|                          | V        | S        | P        | %        | DIV      | CONF     | PF       | PS       | Str.     |
| ------------------------ | -------- | -------- | -------- | -------- | -------- | -------- | -------- | -------- | -------- |
| (1) New England Patriots | 14       | 2        | 0        | .875     | 5–1      | 11–1     | 441      | 250      | V7       |
| Miami Dolphins           | 10       | 6        | 0        | .625     | 4–2      | 7–5      | 363      | 380      | S1       |
| Buffalo Bills            | 7        | 9        | 0        | .438     | 1–5      | 4–8      | 399      | 378      | S2       |
| New York Jets            | 5        | 11       | 0        | .313     | 2–4      | 4–8      | 275      | 409      | V1       |

### Conference
| Pos                 | Squadra              | Division           | V                  | S                  | P                  | %                  | Div                | Conf               | SOS                | SOV                | Striscia           |
| Leader di division  | Leader di division   | Leader di division | Leader di division | Leader di division | Leader di division | Leader di division | Leader di division | Leader di division | Leader di division | Leader di division | Leader di division |
| ------------------- | -------------------- | ------------------ | ------------------ | ------------------ | ------------------ | ------------------ | ------------------ | ------------------ | ------------------ | ------------------ | ------------------ |
| 1.                  | New England Patriots | East               | 14                 | 2                  | 0                  | .875               | 5-1                | 11-1               | .439               | .424               | 7 V                |
| 2.                  | Kansas City Chiefs   | West               | 12                 | 4                  | 0                  | .750               | 6-0                | 9-3                | .508               | .479               | 2 V                |
| 3.                  | Pittsburgh Steelers  | North              | 11                 | 5                  | 0                  | .688               | 5-1                | 9-3                | .494               | .423               | 7 V                |
| 4.                  | Houston Texans       | South              | 9                  | 7                  | 0                  | .563               | 5-1                | 7-5                | .502               | .427               | 1 S                |
| Wild card           |                      |                    |                    |                    |                    |                    |                    |                    |                    |                    |                    |
| 5.                  | Oakland Raiders      | West               | 12                 | 4                  | 0                  | .750               | 3-3                | 9-3                | .504               | .443               | 1 S                |
| 6.                  | Miami Dolphins       | East               | 10                 | 6                  | 0                  | .625               | 4-2                | 7-5                | .455               | .341               | 1 S                |
| Escluse dai playoff |                      |                    |                    |                    |                    |                    |                    |                    |                    |                    |                    |
| 7.                  | Tennessee Titans     | South              | 9                  | 7                  | 0                  | .563               | 2-4                | 6-6                | .465               | .458               | 1 V                |
| 8.                  | Denver Broncos       | West               | 9                  | 7                  | 0                  | .563               | 2-4                | 6-6                | .549               | .455               | 1 V                |
| 9.                  | Baltimore Ravens     | North              | 8                  | 8                  | 0                  | .500               | 4.2                | 7-5                | .498               | .363               | 2 S                |
| 10.                 | Indianapolis Colts   | South              | 8                  | 8                  | 0                  | .500               | 3-3                | 5-7                | .492               | .406               | 1 V                |
| 11.                 | Buffalo Bills        | East               | 7                  | 9                  | 0                  | .438               | 1-5                | 4-8                | .482               | .339               | 2 S                |
| 12.                 | Cincinnati Bengals   | North              | 6                  | 9                  | 1                  | .406               | 3-3                | 5-7                | .521               | .333               | 1 V                |
| 13.                 | New York Jets        | East               | 5                  | 11                 | 0                  | .313               | 2-4                | 4-8                | .518               | .313               | 1 V                |
| 14.                 | San Diego Chargers   | West               | 5                  | 11                 | 0                  | .313               | 1-5                | 4-8                | .543               | .513               | 5 S                |
| 15.                 | Jacksonville Jaguars | South              | 3                  | 13                 | 0                  | .188               | 2-4                | 2-10               | .527               | .417               | 1 S                |
| 16.                 | Cleveland Browns     | North              | 1                  | 15                 | 0                  | .063               | 0-6                | 1-11               | .549               | .313               | 1 S                |

Note
- Sotto la colonna SOV è indicata la percentuale della Strenght of Victory, statistica che riporta la percentuale di vittoria delle squadre battute da una particolare squadra (il valore assume rilievo come discriminante ai fini della classifica in caso di un record stagionale identico fra due squadre).
- Sotto la colonna SOS è indicata la percentuale della Strenght of Schedule, valore determinato da una formula che calcola la percentuale di vittoria di tutte le squadre che una singola squadra deve affrontare durante la stagione (il valore, insieme alla SOV, assume rilievo come discriminante ai fini della classifica in caso di un record stagionale identico fra due squadre).

- Sotto la colonna Div è indicato il bilancio vittorie-sconfitte (record) contro le squadre appartenenti alla stessa division di appartenenza (AFC West).
- Sotto la colonna Conf viene indicato il record contro le squadre appartenenti alla stessa conference di appartenenza (AFC).

## Leader della squadra

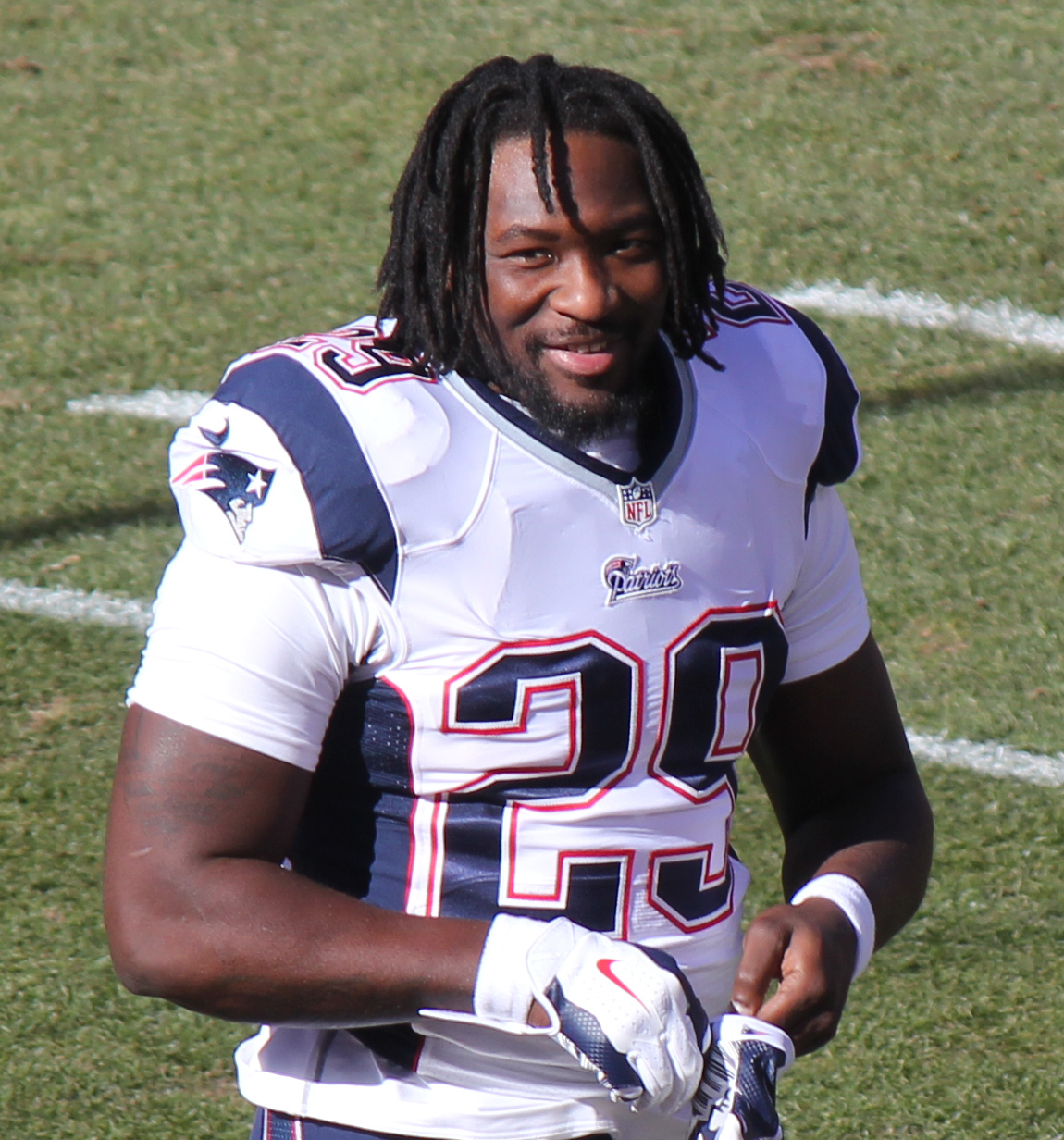
Nel 2016, LeGarrette Blount guidò la NFL con 18 touchdown su corsa, un nuovo record di franchigia che superò quello di Curtis Martin

| Categoria              | Giocatore                 | N.    |
| ---------------------- | ------------------------- | ----- |
| Yard passate           | Tom Brady                 | 3.554 |
| Touchdown passati      | Tom Brady                 | 28    |
| Yard corse             | LeGarrette Blount         | 1.161 |
| Touchdown su corsa     | LeGarrette Blount         | 18†   |
| Ricezioni              | Julian Edelman            | 98    |
| Yard ricevute          | Julian Edelman            | 1.106 |
| Touchdown su ricezione | Martellus Bennett         | 7     |
| Punti                  | Stephen Gostkowski        | 127   |
| Yard su rit. kickoff   | Cyrus Jones               | 180   |
| Yard su rit. punt      | Julian Edelman            | 135   |
| Tackle                 | Logan Ryan                | 92    |
| Sack                   | Trey Flowers              | 7,0   |
| Fumble forzati         | Nate Ebner Jonathan Jones | 2     |
| Intercetti             | Malcolm Butler            | 4     |

Fonte:
† Leader stagionale NFL
† Nuovo record di franchigia

## Premi
- Tom Brady:

MVP del Super Bowl